# Favola di New York
Favola di New York (The Changeling) è un romanzo urban fantasy e horror dello scrittore statunitense Victor LaValle, pubblicato in lingua originale nel 2017 e in italiano nel 2019.

## Trama
Apollo Kagwa è un commerciante di libri usati a New York. Cresciuto dalla sola madre dopo l'abbandono del padre, si è da poco sposato con Emmy Valentine e aspetta da lei un figlio. Tuttavia, dopo la nascita del bambino, Emmy inizia a mostrare quelli che sembrano i sintomi di una grave depressione post-partum, fino al giorno in cui, apparentemente, Emmy uccide il suo bambino versandogli addosso una pentola di acqua bollente, per poi scomparire nel nulla. Dapprima sconvolto, a poco a poco Apollo si rende conto che c'è qualcosa di innaturale nella tragedia che lo ha colpito e inizia un viaggio surreale per cercare di scoprire la verità e ritrovare sua moglie e suo figlio. 

## Personaggi
- Apollo Kagwa. Protagonista del romanzo, commerciante di libri usati.
- Lillian Kagwa. Madre single di Apollo.
- Emma "Emmy" Valentine. Moglie di Apollo e madre di suo figlio.
- William Wheeler. Misterioso uomo che entra a far parte della vita di Apollo.
- Brian West. Marito di Lillian e padre di Apollo.
- Kim Valentine. Sorella di Emmy.
- Patrice Greene. Veterano, collega e migliore amico di Apollo.

## Accoglienza
Il romanzo ha ricevuto recensioni generalmente positive. 
John Langan, sulla rivista Locus, ne ha lodato la "profonda umanità" e ha scritto che LaValle dà un valido contributo al filone degli scrittori che hanno esplorato il modo delle persone di reagire all'orrore, con una "favola al contrario" che secondo lui riprende il folklore scandinavo. 
Terrence Rafferty, sul New York Times, lo ha descritto come un romanzo "strano e meraviglioso" e "una favola del vecchio tipo, senza lieto fine alla vissero per sempre felici e contenti". Ha anche ammirato il modo di ritrarre la realtà urbana di New York e la componente psicologica dei personaggi rispetto ai temi affrontati. 
James Smart, sul Guardian, ha apprezzato il mix fra moderno e antico, gli elementi da thriller psicologico e la forte presenza di New York, ma ha trovato gli antagonisti dimenticabili. 
Kirkus Reviews ha descritto il romanzo come un riuscito mix di generi e ha elogiato il modo in cui l'autore è riuscito a riunificare e risolvere tutte le varie sottotrame nel finale. 

## Premi
Il romanzo ha vinto i seguenti premi: 
- 2017 - Premio Dragon per il miglior romanzo horror[5]
- 2018 - Premio August Derleth per il miglior romanzo horror[6]
- 2018 - Premio Locus per il miglior romanzo horror[7]
- 2018 - Premio World Fantasy per il miglior romanzo[8]

## Adattamenti
Dal romanzo è stata tratta una serie televisiva, The Changeling, prodotta da Apple e Annapurna Pictures e trasmessa in streaming sulla piattaforma Apple TV+ nel 2023.

## Edizioni italiane
- Victor LaValle, Favola di New York, traduzione di Sabina Terziani, Roma, Fazi Editore, 2019, ISBN 978-88-93253-27-7.